# هنریک اوستروولد
هنریک اوستروولد (انگلیسی: Henrik Østervold; ۱۳ ژانویهٔ ۱۸۷۸ – ۲۱ اوت ۱۹۵۷) قایقران قایق بادبانی اهل نروژ بود.